# 144 (số)
144 (một trăm bốn mươi bốn) là một số tự nhiên ngay sau 143 và ngay trước 145. Số 144 là số chính phương của số 12 và là số Fibonacci thứ 12